# Dactylorhynchus
Dactylorhynchus là một chi thực vật có hoa trong họ, Orchidaceae.